# Linda Steg

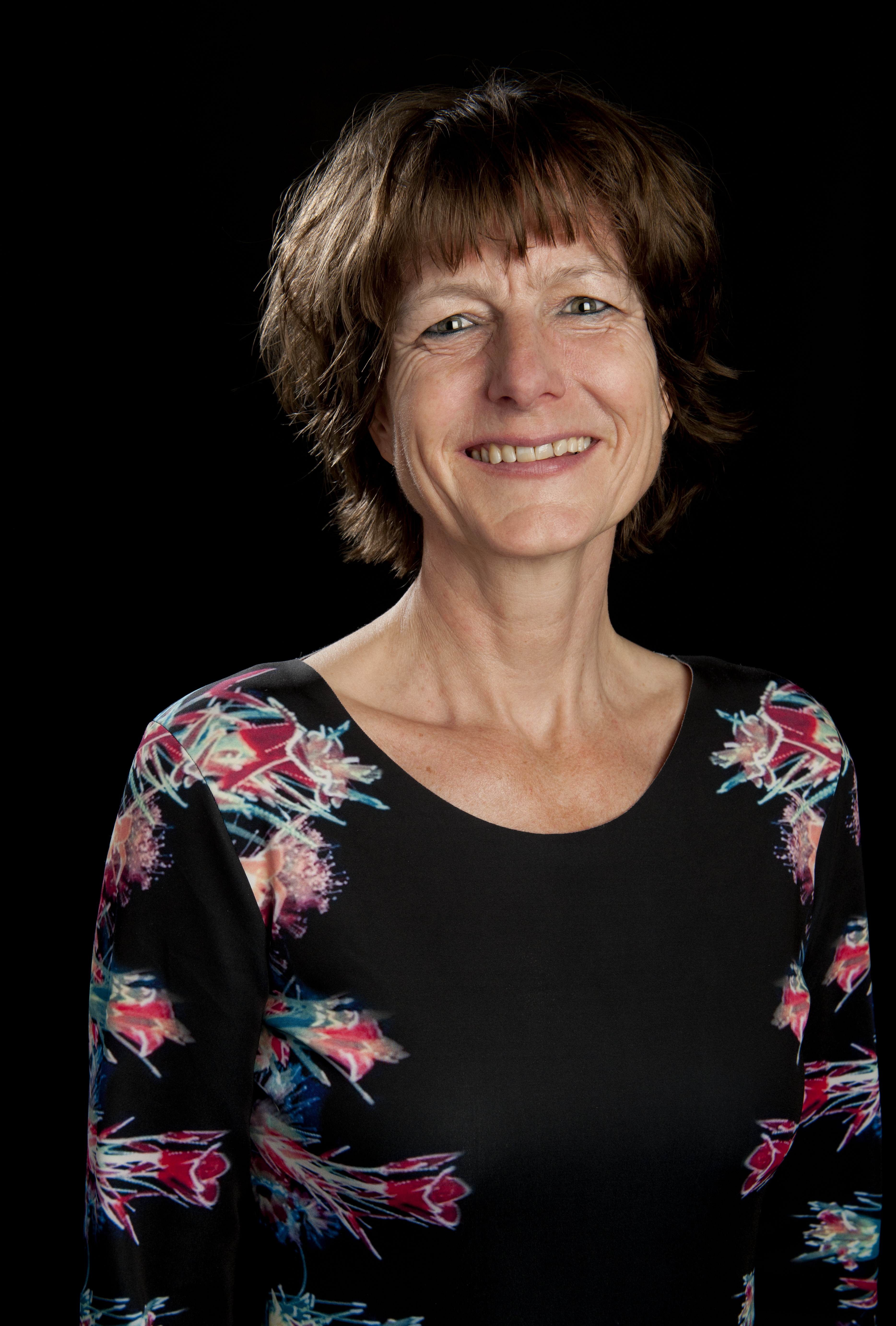
Linda Steg, 2017

Emmelina Meintje „Linda“ Steg (* 21. Februar 1965 in Ravenswoud) ist eine niederländische Umweltpsychologin. Sie arbeitet an der Schnittstelle zwischen Klimatologie und Psychologie und ist Professorin an der Universität Groningen.

## Wirken
Stegs Forschungsschwerpunkte liegen im Bereich des Umweltverhaltens, insbesondere des Energieverbrauchs von Haushalten und der Nutzung von Autos. Sie untersucht zudem Faktoren zur Beeinflussung der Wirksamkeit und Akzeptanz von Umweltpolitik und -technologien.
Steg ist eine der Verfasserinnen des Sonderbericht 1,5 °C globale Erwärmung des IPCC (2018).

## Auszeichnungen
- Fellow der Königlich Niederländischen Akademie der Wissenschaften[3]
- Stevin-Preis der NWO für das Jahr 2020[5]

## Veröffentlichungen (Auswahl)
- W. Abrahamse, L. Steg, C. Vlek und T. Rothengatter: A review of intervention studies aimed at household energy conservation. In: Journal of Environmental Psychology. Band 25, Nr. 3, 2005, S. 273–291.
- L. Steg, J. W. Bolderdijk, K. Keizer und G. Perlaviciute: An integrated framework for encouraging pro-environmental behaviour: The role of values, situational factors and goals. In: Journal of Environmental Psychology. Band 38, 2014, S. 104–115.
- Linda Steg, Judith I. M. de Groot (Hrsg.): Environmental Psychology: An Introduction. 2. Auflage. Wiley-Blackwell, Hoboken/Chichester 2019, ISBN 978-1-119-24108-9.
- L. Steg und C. Vlek: Encouraging pro-environmental behaviour: An integrative review and research agenda. In: Journal of Environmental Psychology. Band 29, Nr. 3, 2009, S. 309–317.